# 파비우 주니오르
파비우 주니오르 (1977년 11월 20일 ~ )는 브라질의 전 축구 선수이다.

## 통계
| 브라질 | 브라질 | 브라질 |
| 연도   | 출전   | 골     |
| ------ | ------ | ------ |
| 1998   | 1      | 0      |
| 1999   | 2      | 1      |
| 합계   | 3      | 1      |